# Landgericht Mitterfels

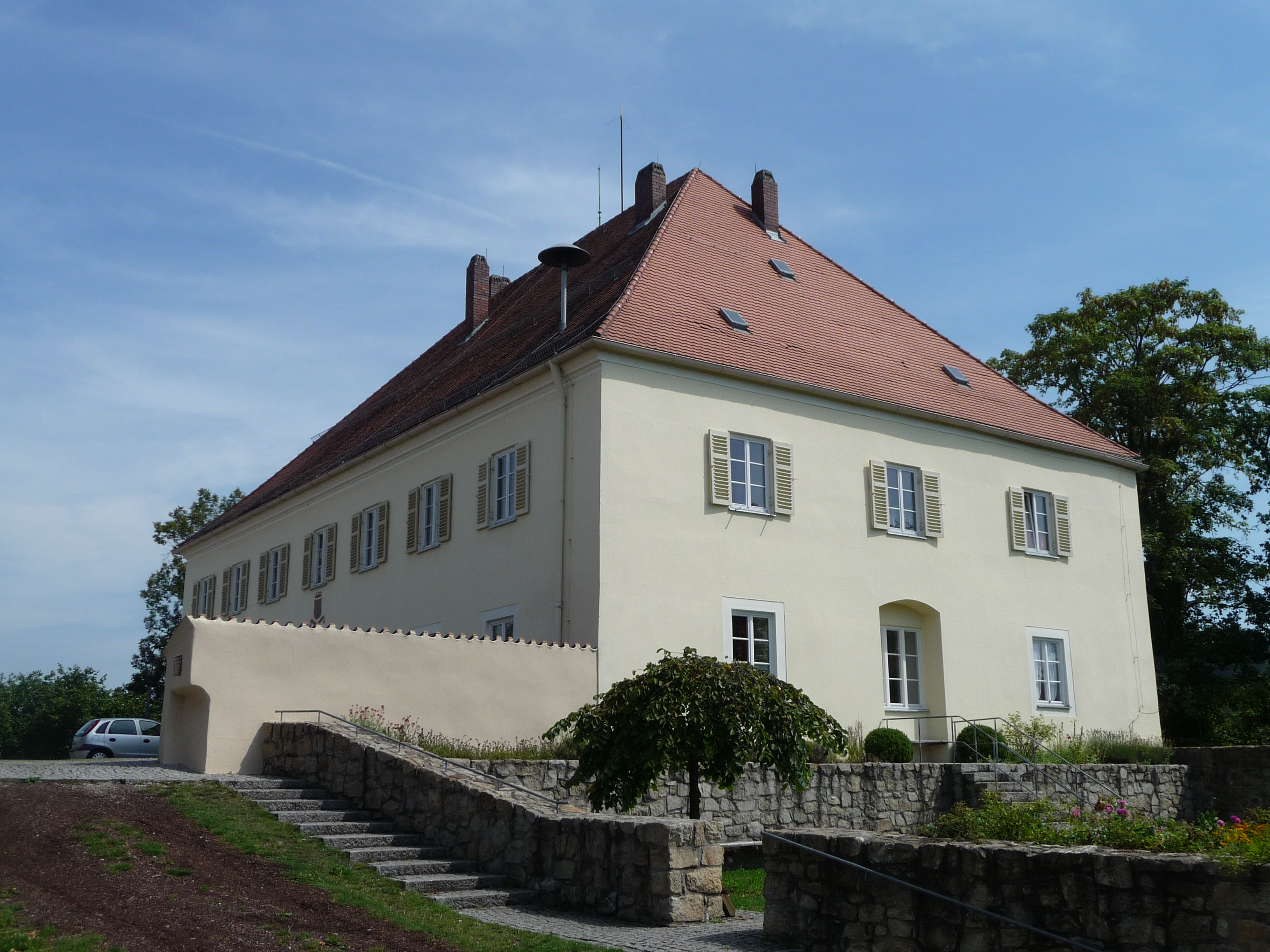
Burg Mitterfels, Amtsgebäude des Landgerichts

Das Landgericht Mitterfels war ein von 1803 bis 1879 bestehendes bayerisches Landgericht älterer Ordnung mit Sitz in Mitterfels im heutigen Landkreis Straubing-Bogen. Die Landgerichte waren im Königreich Bayern Gerichts- und Verwaltungsbehörden, die 1862 in administrativer Hinsicht von den Bezirksämtern und 1879 in juristischer Hinsicht von den Amtsgerichten abgelöst wurden.

## Geschichte
Burg Mitterfels wurde Ende des 11. Jahrhunderts durch die Grafen von Bogen zur Sicherung ihres Besitztums errichtet. Mit dem Aussterben der Grafen von Bogen fiel die Burg im Jahr 1242 an die Wittelsbacher, die hier um 1280 ein herzogliches und dann kurfürstliches Pfleggericht einrichteten, das bis 1799 Bestand hatte.
1803 wurde im Verlauf der Verwaltungsneugliederung Bayerns das Landgericht Mitterfels errichtet, das sowohl Gerichts- und Verwaltungsbehörde war. Diese kam zum neu gegründeten Regenkreis mit der Hauptstadt Straubing.
Mit allerhöchster Verordnung vom 23. September 1810 wurde der Wechsel des Landgerichts vom Regenkreis in den Unterdonaukreis zum 1. November 1810 beschlossen, jedoch ohne einige westlich gelegene Patrimonialgerichte, die beim Regenkreis verblieben.
Am 21. April 1838 verfügte der Bayerische König die Bildung von sieben neuen Landgerichten, darunter das Landgericht Bogen. Es wurde gebildet aus Gemeinden der Landgerichte Mitterfels und Deggendorf. Dazu wurden aus dem Landgericht Mitterfels die Gemeinden Albertsried, Bogen, Bogenberg, Degernbach, Unterhunderdorf, Pfelling, Oberalteich, Schwarzach, Windberg, Perasdorf  mit Wirksamkeit zum 1. Oktober 1839 ausgegliedert. Der verbleibende Zuständigkeitsbereich des Landgerichts Mitterfels umfasste die Gemeinden Ascha, Au vorm Wald, Auggenbach, Bärnzell, Dachsberg, Eggerszell, Elisabethszell, Englmar, Falkenfels, Gaishausen, Geraszell, Gittensdorf, Gossersdorf, Gschwendt, Haibach, Haselbach, Haunkenzell, Heilbrunn, Herrnfehlburg, Irschenbach, Konzell, Landasberg, Landorf, Loitzendorf, Maiszell, Mitterfels, Neukirchen, Obermühlbach, Pilgramsberg, Prünstfehlburg, Rattenberg, Rattiszell, Saulburg, Scheibelsgrub, Schönstein, Siegersdorf, Stallwang, Steinburg, Wiesenfelden und Zinzenzell.
Die Verwaltungsaufgaben des Landgerichts Mitterfels wurden ab 1862 an das neu gegründete Bezirksamt Bogen abgegeben.
Anlässlich der Einführung des Gerichtsverfassungsgesetzes am 1. Oktober 1879 wurde das Amtsgericht Mitterfels errichtet mit gleichem Sprengel wie jenem des zur gleichen Zeit aufgehobenen Landgerichts Mitterfels.

## Amtsgebäude
Das Landgericht Mitterfels war in der Burg in Mitterfels untergebracht.